# 刘绩 (辽朝)
刘绩，辽朝官员。
刘绩在统和十七年（999年）十月，以右常侍出使高丽，册封高丽王王诵为尚书令。开泰元年（1012年），官至吏部尚书，他撰写有《管子补注》二十四卷。其注文简明扼要，虽然原书佚失，但根据引徵之文，仍作为《管子》研究的基础。